# Türkischsprachige Wikipedia
Die türkischsprachige Wikipedia (türkisch Türkçe Vikipedi) ist die Ausgabe der Wikipedia in türkischer Sprache. In der Türkei war der Zugang zu ihr und allen anderen Sprachversionen der Wikipedia von 29. April 2017 bis 15. Januar 2020 gesperrt.

## Geschichte
Dieses Wiki wurde am 11. Februar 2002 eröffnet.
Im Juli 2004 wurde der 1000. Artikel eingestellt. Bis November 2005 führte ein rascher Anstieg der Zahl der mitarbeitenden Benutzer zum 10.000sten Artikel. Im April 2008 gab es 105.900 Artikel und 151.870 registrierte Benutzer. Am 4. April 2013 stand die türkischsprachige Wikipedia mit 207.316 Artikeln auf Platz 26 von damals 286 Sprachversionen. Ende Juli 2015 bestanden etwa 250.000 Artikel.

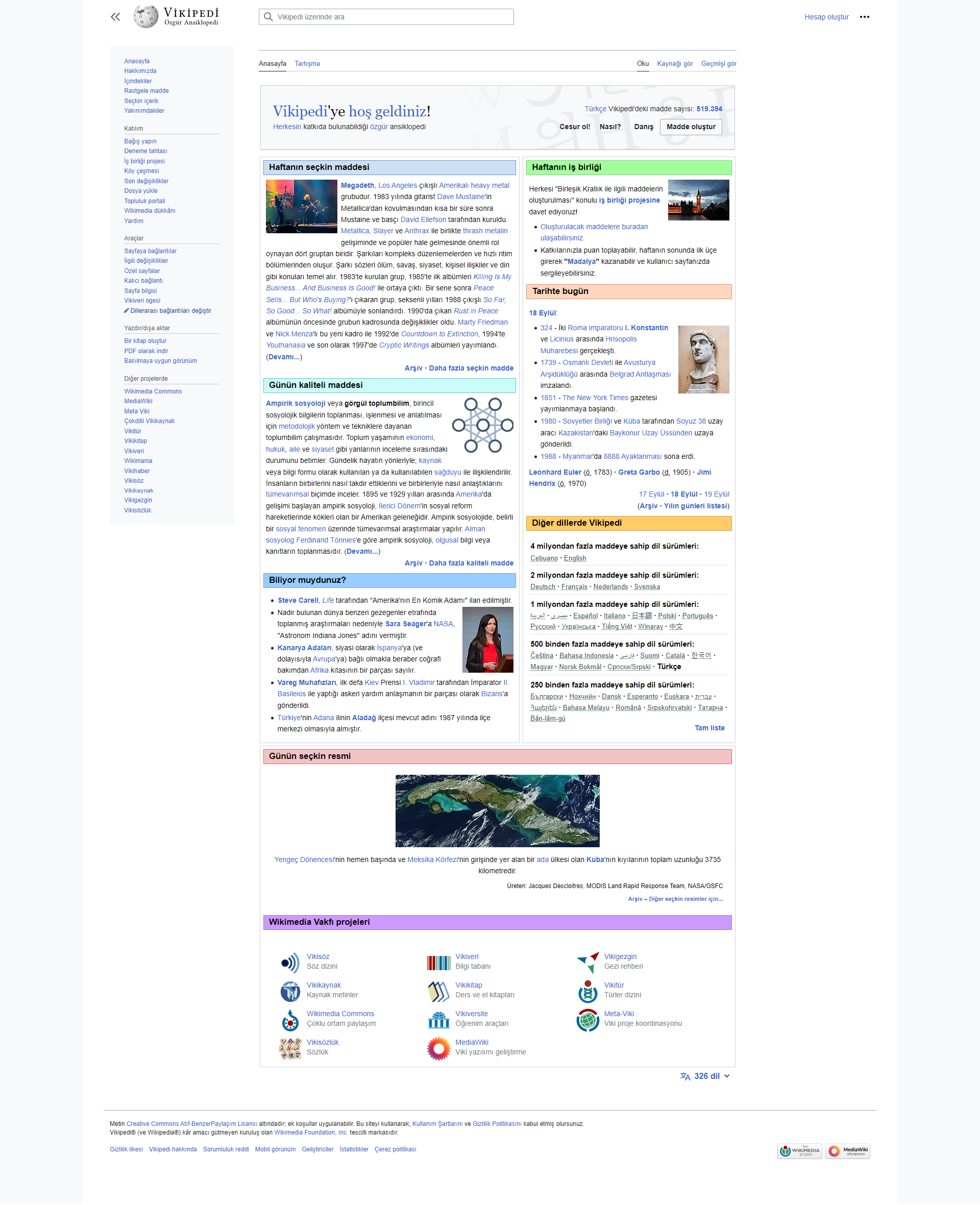
Hauptseite der türkischsprachigen Wikipedia im 2022

Nach Angaben von Wikimedia hatte dieses Wiki im April 2013 mehr als 470.000 registrierte Benutzer, davon waren rund 2.900 aktiv. Die Zahl der aktiven Benutzer stieg bis Juli 2015 auf mehr als 3.600 an.
In der ersten Jahreshälfte 2015 machten die Seitenabrufe der türkischen Wikipedia 0,8 % der Gesamtabrufe von Artikeln aller Wikipedia Sprachversionen aus. Davon wiederum stammten 90,7 % aus der Türkei, 1,4 % aus Deutschland, 1,2 % aus Aserbaidschan und 1,0 % aus den USA.
| Woher kommen die Seitenabrufe (Leser) der türkischsprachigen Wikipedia?                         | Woher kommen die Seitenabrufe (Leser) der türkischsprachigen Wikipedia? | Woher kommen die Seitenabrufe (Leser) der türkischsprachigen Wikipedia? | Woher kommen die Seitenabrufe (Leser) der türkischsprachigen Wikipedia? | Woher kommen die Seitenabrufe (Leser) der türkischsprachigen Wikipedia? |
| ----------------------------------------------------------------------------------------------- | ----------------------------------------------------------------------- | ----------------------------------------------------------------------- | ----------------------------------------------------------------------- | ----------------------------------------------------------------------- |
|                                                                                                 |                                                                         |                                                                         |                                                                         |                                                                         |
| Türkei                                                                                          | Türkei                                                                  |                                                                         | 88,6 %                                                                  | 88,6 %                                                                  |
| Deutschland                                                                                     | Deutschland                                                             |                                                                         | 2,5 %                                                                   | 2,5 %                                                                   |
| Aserbaidschan                                                                                   | Aserbaidschan                                                           |                                                                         | 1,6 %                                                                   | 1,6 %                                                                   |
| Vereinigte Staaten                                                                              | Vereinigte Staaten                                                      |                                                                         | 1,3 %                                                                   | 1,3 %                                                                   |
| Niederlande                                                                                     | Niederlande                                                             |                                                                         | 0,7 %                                                                   | 0,7 %                                                                   |
| Frankreich                                                                                      | Frankreich                                                              |                                                                         | 0,7 %                                                                   | 0,7 %                                                                   |
| Andere Länder                                                                                   | Andere Länder                                                           |                                                                         | 4,6 %                                                                   | 4,6 %                                                                   |
| Wikimedia Traffic Analysis Report – Page Views Per Wikipedia Language – Breakdown, Februar 2017 |                                                                         |                                                                         |                                                                         |                                                                         |

| Welche Wikipedia Sprachversionen werden aus der Türkei abgerufen?                              | Welche Wikipedia Sprachversionen werden aus der Türkei abgerufen? | Welche Wikipedia Sprachversionen werden aus der Türkei abgerufen? | Welche Wikipedia Sprachversionen werden aus der Türkei abgerufen? | Welche Wikipedia Sprachversionen werden aus der Türkei abgerufen? |
| ---------------------------------------------------------------------------------------------- | ----------------------------------------------------------------- | ----------------------------------------------------------------- | ----------------------------------------------------------------- | ----------------------------------------------------------------- |
|                                                                                                |                                                                   |                                                                   |                                                                   |                                                                   |
| türkisch. Wikipedia                                                                            | türkisch. Wikipedia                                               |                                                                   | 79,3 %                                                            | 79,3 %                                                            |
| englisch. Wikipedia                                                                            | englisch. Wikipedia                                               |                                                                   | 17,0 %                                                            | 17,0 %                                                            |
| arabisch. Wikipedia                                                                            | arabisch. Wikipedia                                               |                                                                   | 1,1 %                                                             | 1,1 %                                                             |
| Andere Wikipedia                                                                               | Andere Wikipedia                                                  |                                                                   | 2,6 %                                                             | 2,6 %                                                             |
| Wikimedia Traffic Analysis Report – Wikipedia Page Views Per Country – Breakdown, Februar 2017 |                                                                   |                                                                   |                                                                   |                                                                   |

| Woher kommen die Seitenabrufe (Leser) der türkischsprachigen Wikipedia nach der Sperrung?    | Woher kommen die Seitenabrufe (Leser) der türkischsprachigen Wikipedia nach der Sperrung? | Woher kommen die Seitenabrufe (Leser) der türkischsprachigen Wikipedia nach der Sperrung? | Woher kommen die Seitenabrufe (Leser) der türkischsprachigen Wikipedia nach der Sperrung? | Woher kommen die Seitenabrufe (Leser) der türkischsprachigen Wikipedia nach der Sperrung? |
| -------------------------------------------------------------------------------------------- | ----------------------------------------------------------------------------------------- | ----------------------------------------------------------------------------------------- | ----------------------------------------------------------------------------------------- | ----------------------------------------------------------------------------------------- |
|                                                                                              |                                                                                           |                                                                                           |                                                                                           |                                                                                           |
| Deutschland                                                                                  | Deutschland                                                                               |                                                                                           | 53,8 %                                                                                    | 53,8 %                                                                                    |
| Vereinigte Staaten                                                                           | Vereinigte Staaten                                                                        |                                                                                           | 8,7 %                                                                                     | 8,7 %                                                                                     |
| Aserbaidschan                                                                                | Aserbaidschan                                                                             |                                                                                           | 5,5 %                                                                                     | 5,5 %                                                                                     |
| Niederlande                                                                                  | Niederlande                                                                               |                                                                                           | 5,0 %                                                                                     | 5,0 %                                                                                     |
| Türkei                                                                                       | Türkei                                                                                    |                                                                                           | 4,6 %                                                                                     | 4,6 %                                                                                     |
| Frankreich                                                                                   | Frankreich                                                                                |                                                                                           | 3,8 %                                                                                     | 3,8 %                                                                                     |
| Andere Länder                                                                                | Andere Länder                                                                             |                                                                                           | 18,6 %                                                                                    | 18,6 %                                                                                    |
| Wikimedia Traffic Analysis Report – Page Views Per Wikipedia Language – Breakdown, März 2018 |                                                                                           |                                                                                           |                                                                                           |                                                                                           |

| Welche Wikipedia Sprachversionen werden nach der Sperrung aus der Türkei abgerufen?         | Welche Wikipedia Sprachversionen werden nach der Sperrung aus der Türkei abgerufen? | Welche Wikipedia Sprachversionen werden nach der Sperrung aus der Türkei abgerufen? | Welche Wikipedia Sprachversionen werden nach der Sperrung aus der Türkei abgerufen? | Welche Wikipedia Sprachversionen werden nach der Sperrung aus der Türkei abgerufen? |
| ------------------------------------------------------------------------------------------- | ----------------------------------------------------------------------------------- | ----------------------------------------------------------------------------------- | ----------------------------------------------------------------------------------- | ----------------------------------------------------------------------------------- |
|                                                                                             |                                                                                     |                                                                                     |                                                                                     |                                                                                     |
| englisch. Wikipedia                                                                         | englisch. Wikipedia                                                                 |                                                                                     | 48,0 %                                                                              | 48,0 %                                                                              |
| türkisch. Wikipedia                                                                         | türkisch. Wikipedia                                                                 |                                                                                     | 41,2 %                                                                              | 41,2 %                                                                              |
| arabisch. Wikipedia                                                                         | arabisch. Wikipedia                                                                 |                                                                                     | 1,8 %                                                                               | 1,8 %                                                                               |
| Andere Wikipedia                                                                            | Andere Wikipedia                                                                    |                                                                                     | 9,0 %                                                                               | 9,0 %                                                                               |
| Wikimedia Traffic Analysis Report – Wikipedia Page Views Per Country – Breakdown, März 2018 |                                                                                     |                                                                                     |                                                                                     |                                                                                     |

## Blockaden in der Türkei

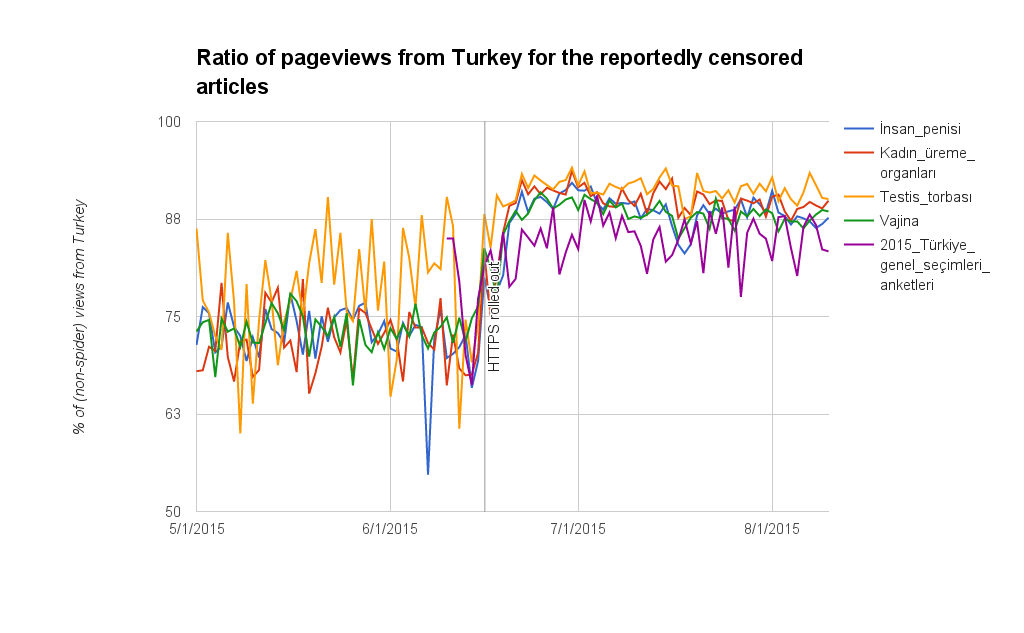
Auswirkung der HTTPS-Umstellung von Wikipedia im Juni 2015 auf Seitenabrufe der fünf geblockten Artikel in der Türkei

Ab November 2014 sperrte die türkische Kommunikationsbehörde den Internetzugang in der Türkei zu einigen anatomischen Artikeln der türkischsprachigen Wikipedia.
Im Juni 2015 zeigte die türkischsprachige Wikipedia ein Banner, das darauf hinwies, dass fünf Artikel für den Internetnutzer in der Türkei nicht erreichbar waren, darunter vier Artikel zu menschlichen Geschlechtsorganen und einer über Umfragen zur Türkischen Parlamentswahl 2015.
Am 12. Juni 2015 führte die Wikimedia-Stiftung für die Wikipedia die standardmäßige Verschlüsselung per HTTPS und HTTP Strict Transport Security (HSTS) ein, welches selektive Sperren von Artikeln erschwert.

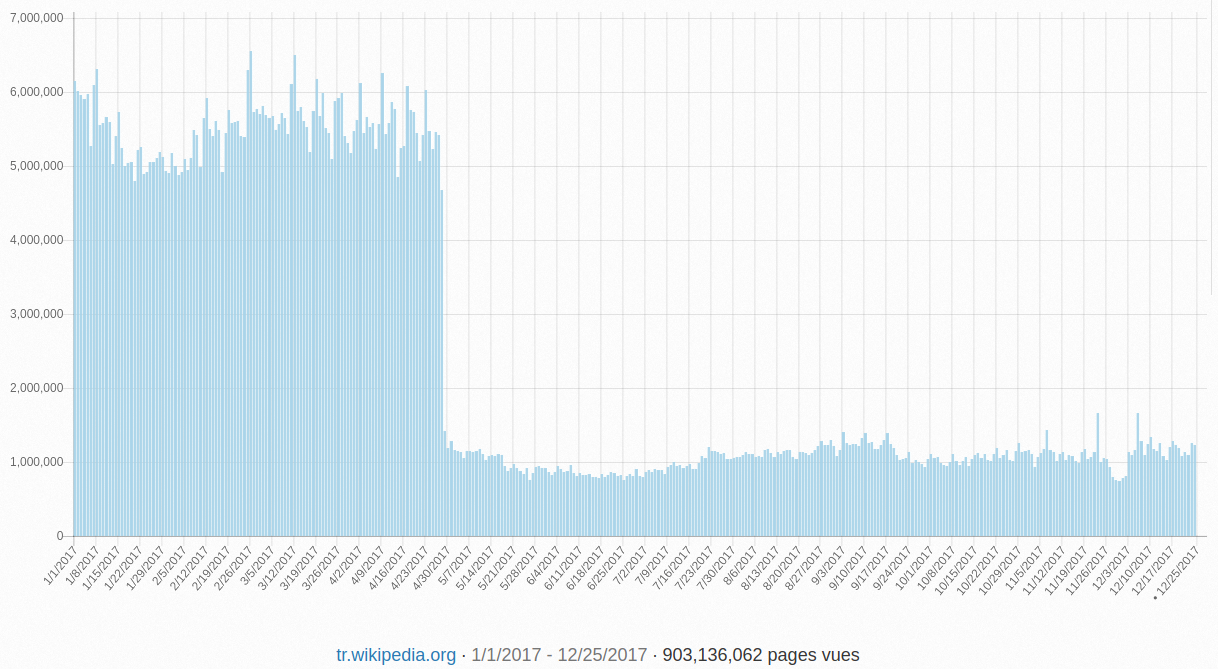
Auswirkung des türkischen Wikipedia Blocks am 29. April 2017 auf die Seitenabrufe der türkischsprachigen Wikipedia

Die NGO Turkey Blocks berichtete, dass am 29. April 2017, zwei Wochen nach dem Verfassungsreferendum, der Zugang zu Wikipedia in der Türkei aufgrund einer vorläufigen Anordnung der türkischen Behörde für Informations- und Kommunikationstechnologien gesperrt wurde. Von offizieller Seite wurde zunächst kein konkreter Grund genannt.
Im Erdogan-nahen englischsprachigen Internet-Nachrichtenportal Daily Sabah wurde als Grund die Weigerung genannt, eine Information zu entfernen, „welche die Zusammenarbeit der Türkei mit Terrorgruppen darstellt“.
In einem späteren Artikel im selben Portal wurde präzisiert, dass es darum gehe, dass die Wikipedia die „Lüge“, die Türkei unterstütze die Daesh, verbreiten würde. Das Redigieren der umstrittenen Passage sei durch einen Seitenschutz verhindert worden. Laut der staatlichen türkischen Nachrichtenagentur Anadolu Ajansı waren Formulierungen in zwei Artikeln der englischsprachigen Wikipedia zum Türkei-Syrien-Konflikt der Grund für die Sperre. Da aufgrund der HTTPS-Verschlüsselung die Blockade nicht auf einzelne Seiten begrenzt werden konnte, sei der Zugriff auf Wikipedia insgesamt gesperrt worden.
Am 5. Mai 2017 lehnte ein Richter des 1. Strafgerichts in Ankara den Antrag der Wikimedia Foundation auf Aufhebung der Sperre ab. Daraufhin wurde eine Verfassungsbeschwerde vor dem Verfassungsgericht der Republik Türkei eingereicht. Im Dezember 2019 verurteilte das Verfassungsgericht die Sperre als unzulässigen Verstoß gegen die Meinungsfreiheit und forderte ihre Aufhebung. Am 15. Januar 2020 wurde die Sperre schließlich aufgehoben.

## Auszeichnungen
Die türkischsprachige Wikipedia war im Jahr 2006 Preisträger der Auszeichnung Altın Örümcek Web Ödülleri in der Kategorie „Bester Inhalt“. Der Preis wurde im Januar 2007 an der Technischen Universität Istanbul überreicht.